# Forelle
Die Forelle (Salmo trutta), auch Atlantische Forelle, ist eine Fischart aus der Gattung Salmo in der Familie der Lachsfische (Salmonidae). Sie kommt im Atlantik, in der Nord- und Ostsee, von Spanien bis Island und Westrussland vor sowie in vielen angrenzenden Flüssen und Seen Europas. Vom Menschen wurde die Art zudem im Rest Europas, in Nord- und Südamerika, Afrika, Südasien, Australien und Neuseeland eingeführt. Nach der Lebensweise werden meist drei Formen unterschieden: die anadrom wandernde Meerforelle sowie die zeitlebens im Süßwasser verbleibenden Formen der Seeforelle und Bachforelle. Forellen sind beliebte Objekte der Sportfischerei, Meerforellen werden auch mit Treibnetzen bejagt oder als Beifang zur Verwendung als Speisefisch genutzt.
Die Forelle wurde zum Fisch des Jahres in Deutschland 2013 und zum Fisch des Jahres in der Schweiz 2020 gewählt. In der Roten Liste der Süßwasserfische und Neunaugen in Deutschland 2024 wird sie, aufgrund in fünf Bundesländern überwiegend rückläufiger Bestände, in der Kategorie 3 „gefährdet“ geführt. In der Erstfassung der Roten Liste von 2009 war sie noch als „ungefährdet“ eingestuft worden.

## Etymologie
Der deutsche Name Forelle ist in dieser Form seit dem 16. Jahrhundert nachgewiesen; er leitet sich über das mittelhochdeutsche forhele vom indogermanischen Stamm perk- mit der Bedeutung „gesprenkelt, bunt“ ab (s. auch süddt. „Förche“ in Förchensee). Der von Carl von Linné 1758 mit der wissenschaftlichen Erstbeschreibung in den Systema Naturæ vergebene lateinische Name verbindet die lateinischen Wörter für Lachs (salmo) und Forelle (trutta). Der wissenschaftliche Name für die Bachforelle (S. t. fario) leitet sich von einer alternativen lateinischen Bezeichnung für die Forelle ab, während derjenige für die Seeforelle (S. t. lacustris) auf die Lebensweise Bezug nimmt (lacustris von lacus, „der See“).

## Merkmale
Forellen haben den typischen spindelförmigen, seitlich nur mäßig abgeflachten Körperbau der Lachsfische. Sie sind kräftiger gebaut als der nah verwandte Lachs (Salmo salar). Der Kopf ist relativ groß, das endständige Maul reicht bis hinter das Auge und weist kräftige Zähne auf. Beim Männchen ist es in der Laichzeit zu einem Haken verformt. Das Pflugscharbein weist am Stiel eine oder, vor allem bei Bachforellen, zwei Reihen Zähne und an der Platte zwei bis sechs Zähne auf. Die Kiemenreuse weist am ersten Bogen 14 bis 16 Dornen auf, von denen die obersten und untersten zwei bis fünf knöpfchenförmig, die dazwischen stäbchenförmig sind. Die Schuppen sind allgemein klein. Entlang des Seitenlinienorgans sitzen 120 bis 130 runde, sich überlappende Schuppen, deren Größe sich von denen darüber und darunter nicht unterscheidet. Zwischen der Seitenlinie und der Fettflosse liegen 13 bis 16 Schuppen. Rücken- und Bauchflossen etwa in der Körpermitte. Die Rückenflosse weist 11 bis 15 Strahlen auf, die Afterflosse 9 bis 14. Die Brustflossen haben 11 bis 16, die Bauchflossen 7 bis 10 Strahlen. Der Schwanzstiel ist relativ hoch und seitlich abgeflacht. Bei kleineren Tieren ist die Schwanzflosse leicht eingebuchtet, bei Individuen mit über 20 Zentimeter Länge meist fast gerade endend.
Ausgewachsene Meer- und Seeforellen erreichen meist eine Länge von 45 bis 80 Zentimetern und ein Gewicht von 2 bis 10 Kilogramm. Meerforellen können aber auch knapp über einen Meter, Seeforellen sogar bis zu 140 Zentimeter Länge und dann etwa 35 Kilogramm Gewicht erreichen. Bachforellen erreichen meist nur Körperlängen von 25 bis 55 Zentimetern. In den Forellenteich-Zuchtanlagen werden heute in der Regel Fische mit einem Gewicht von 550 bis 650 Gramm zum Verkauf angeboten.

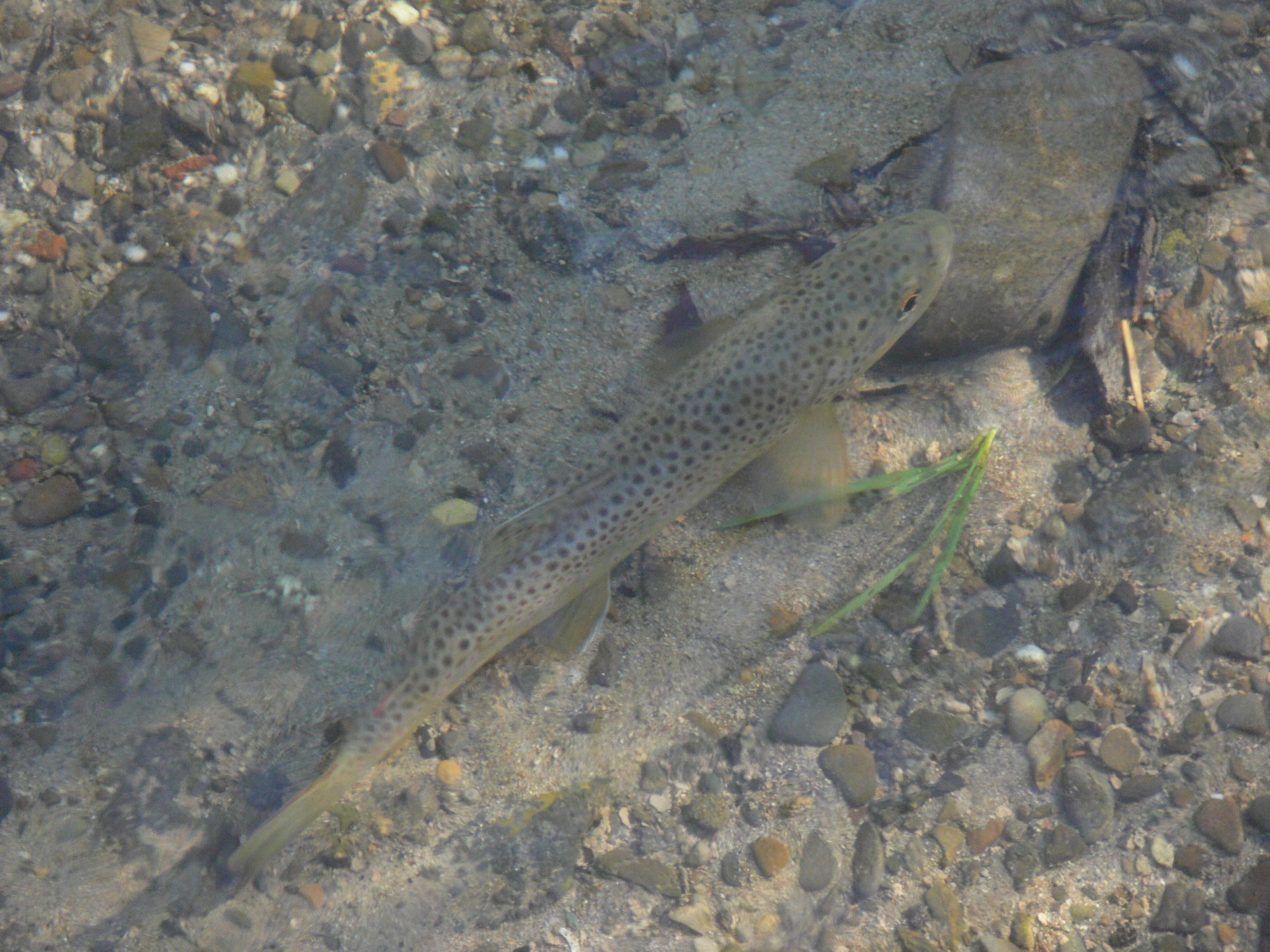
Gut getarnte Bachforelle in einem kleinen Gewässer.

Die Färbung ist innerhalb der Art sehr variabel und verändert sich im Laufe des Lebens eines Tieres meist, wobei sie sich langsam der Färbung des Gewässergrundes anpassen kann. Ausgewachsene Tiere sind meist am Rücken sehr dunkel schwärzlich oder bräunlich, mit mehr oder weniger hellem, weißlich oder gelblich-silbrigem Bauch. Jungtiere sind meist heller gefärbt mit silbern glänzenden Flanken. Bei Bachforellen ist die Grundfärbung sehr variabel und meist dem Gewässeruntergrund gut angepasst. Auf Kopf und Rumpf, sowie Rücken-, Fett- und Schwanzflosse liegen bis weit unter die Seitenlinie zahlreiche große, unregelmäßig verteilte schwärzliche oder braune Punkte, die manchmal von einem hellen Hof umgeben sind. Besonders bei Bachforellen kommen daneben meist auch rote, hell umrandete Punkte auf den Flanken vor. Die Zahl der Flecken nimmt mit dem Alter zu. Die Fettflosse ist meist orange oder rot gefärbt oder gerandet. Jungfische unter 10 Zentimetern Länge weisen zusätzlich dunkle Querbänder auf.
Bei Forellen und Regenbogenforellen wurden Einflüsse von Magnetfeldern auf das Verhalten festgestellt; vermutlich verfügen die Tiere beider Arten über einen Magnetsinn.

## Lebensweise
Von der Forelle kommen sowohl wandernde, als auch stationär im Süßwasser verbleibende Formen vor. Im Süßwasser bevorzugen sie kalte Flüsse, Seen und Bäche und ernähren sich vor allem von Wasserinsekten, aber auch von fliegenden Insekten. Die wandernden Formen ziehen nach ein bis fünf Jahren mit einer Länge von 15 bis 25 Zentimetern ins Meer, wo sie ein halbes bis fünf Jahre in Küstennähe leben, sich von Krebstieren und kleinen Fischen ernähren und schnell heranwachsen. Ausgewachsene Tiere wandern von Juli bis November flussaufwärts. Wie die Lachse weisen Forellen in der Laichzeit eine auffällige Färbung auf. Zwischen Oktober und März werden von den Weibchen etwa 10.000 Eier am Gewässergrund abgelegt und mit Kies bedeckt. Die meisten Tiere kehren nach dem Ablaichen ins Meer zurück.

## Systematik

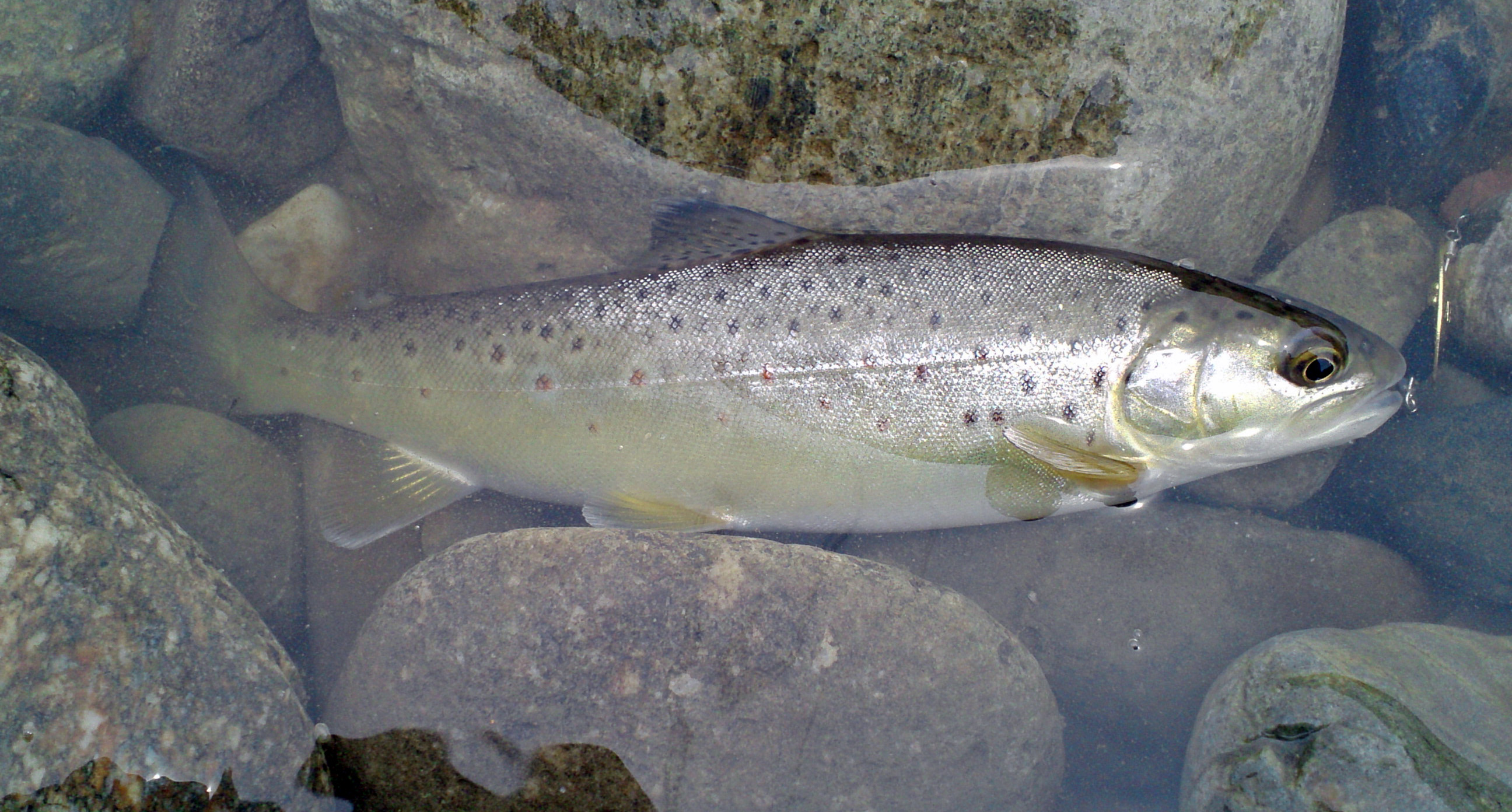
Bachforelle (Salmo trutta)

Die Forelle wurde von Carl von Linné 1758 in seinem Werk Systema Naturae als Salmo trutta wissenschaftlich beschrieben, wobei er die verschiedenen Formen als Unterarten beschrieb. Dabei erhielt die Meerforelle als nominotypisches Taxon den Namen Salmo trutta trutta, die Seeforelle wurde als Salmo trutta lacustris bezeichnet und die Bachforelle als Salmo trutta fario. Da die drei Formen aber weder in der Verbreitung, noch in der Fortpflanzung oder in ihren Merkmalen klar voneinander getrennt sind, wird diese Einteilung heute meist verworfen. Häufig wird die Meerforelle daher als „Salmo trutta forma trutta“ oder „Salmo trutta morpha trutta“ bezeichnet und die anderen Formen analog, was nach den Internationalen Regeln für die Zoologische Nomenklatur allerdings keine gültige Bezeichnung darstellt.
Der genaue Umfang der Art Salmo trutta sowie eine eventuelle Unterteilung in Unterarten ist bis heute umstritten, je nachdem welche Datengrundlage und welches Artkonzept angewandt werden. Eine aktuelle Revision der Gattung Salmo liegt nicht vor. Taxonomische Untersuchungen werden dabei durch die Formenvielfalt innerhalb der Populationen erschwert, insbesondere aber auch durch den Besatz verschiedener Gewässer mit Zuchtforellen, wobei meist der Preis und nicht die Herkunft für die Auswahl der Tiere entscheidend ist, so dass sich die ursprünglichen Verbreitungsgebiete teilweise nicht mehr rekonstruieren lassen. Nach molekularbiologischen und morphologischen Untersuchungen gilt als gesichert, dass innerhalb der Gattung Salmo der Atlantische Lachs dem Rest der Gattung gegenübersteht, der sich wiederum in zwei Linien teilen lässt, von denen eine zwei auf dem Balkan vorkommenden Arten, die Adria-Forelle (Salmo obtusirostris) und die im Ohridsee endemische Salmo ohridanus, umfasst und der andere den Rest, also Salmo trutta im weiteren Sinne.
Innerhalb dieser letzten Gruppe können wiederum drei oder vier Gruppen unterschieden werden, die von manchen Autoren als Unterarten angesehen werden. Dann wird zwischen der Atlantischen Meerforelle (Salmo trutta trutta), entlang der Atlantikküste und in den Gewässern Nord- und Westeuropas, der Schwarzmeerforelle (Salmo trutta labrax), die eine höhere Zahl von Kiemenreusendornen aufweist und im Schwarzen Meer und dessen Zuflüssen vorkommt, der größeren Kaspischen Forelle (Salmo trutta caspius), im Bereich des Kaspischen Meers, und der Mittelmeer-Bachforelle (Salmo trutta macrostigma), die in Teilen Italiens und dem westlichen anschließenden Archipel vorkommt, unterschieden. Nach der hier verwendeten Systematik nach Kottelat und Freyhof umfasst die Art Salmo trutta nur die Atlantische Meerforelle und die von dieser abstammenden Süßwasserformen, während die anderen Salmo-Populationen anderen Arten zugerechnet werden.